# Varde IF
Varde IF is een Deense voetbalclub uit Varde. De club werd in 1975 opgericht en speelt anno 2010 in de Deense tweede divisie West, de op twee na hoogste voetbalcompetitie in Denemarken.